# Проєктні технології в навчанні

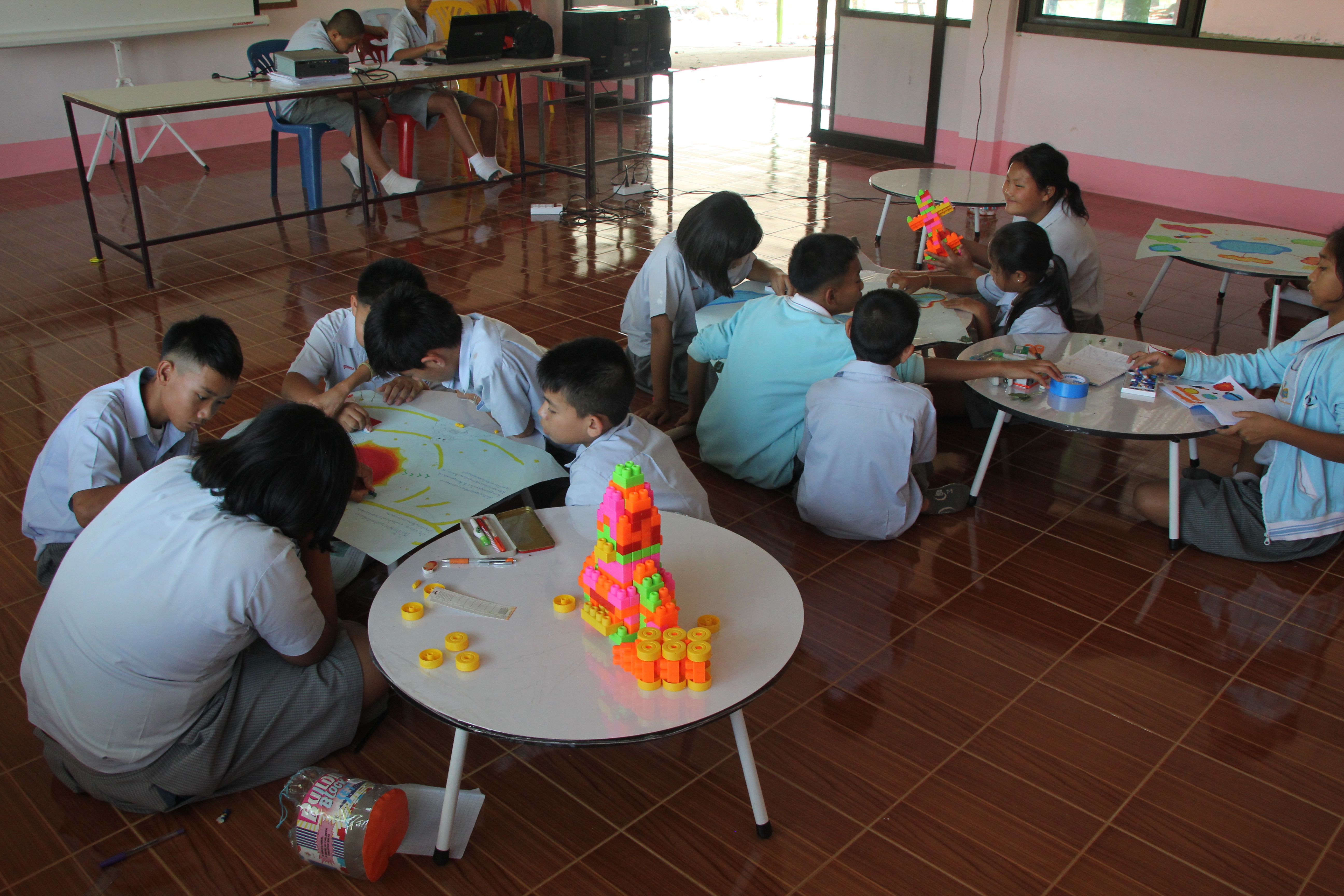
Група учнів під час виконання навчального проєкту

Навчання з використанням проєктів (НВП, метод проєктів в навчанні)  —  освітня технологія,  яка передбачає динамічний підхід до організації навчального процесу, при якому учні/студенти отримують глибші знання через активне дослідження викликів і проблем реального світу.  Здобувачі знань дізнаються про предмет, працюючи протягом тривалого періоду часу, щоб дослідити та відповісти на складне запитання, виклик або проблему.  Це стиль активного навчання, який контрастує з «механічним» запам’ятовуванням певних знань або виконанням дій за інструкціями під керівництвом учителя, натомість реалізуючи навчання через активну діяльність по знаходженню відповідей на запитання або розв'язання проблем.

## Історія

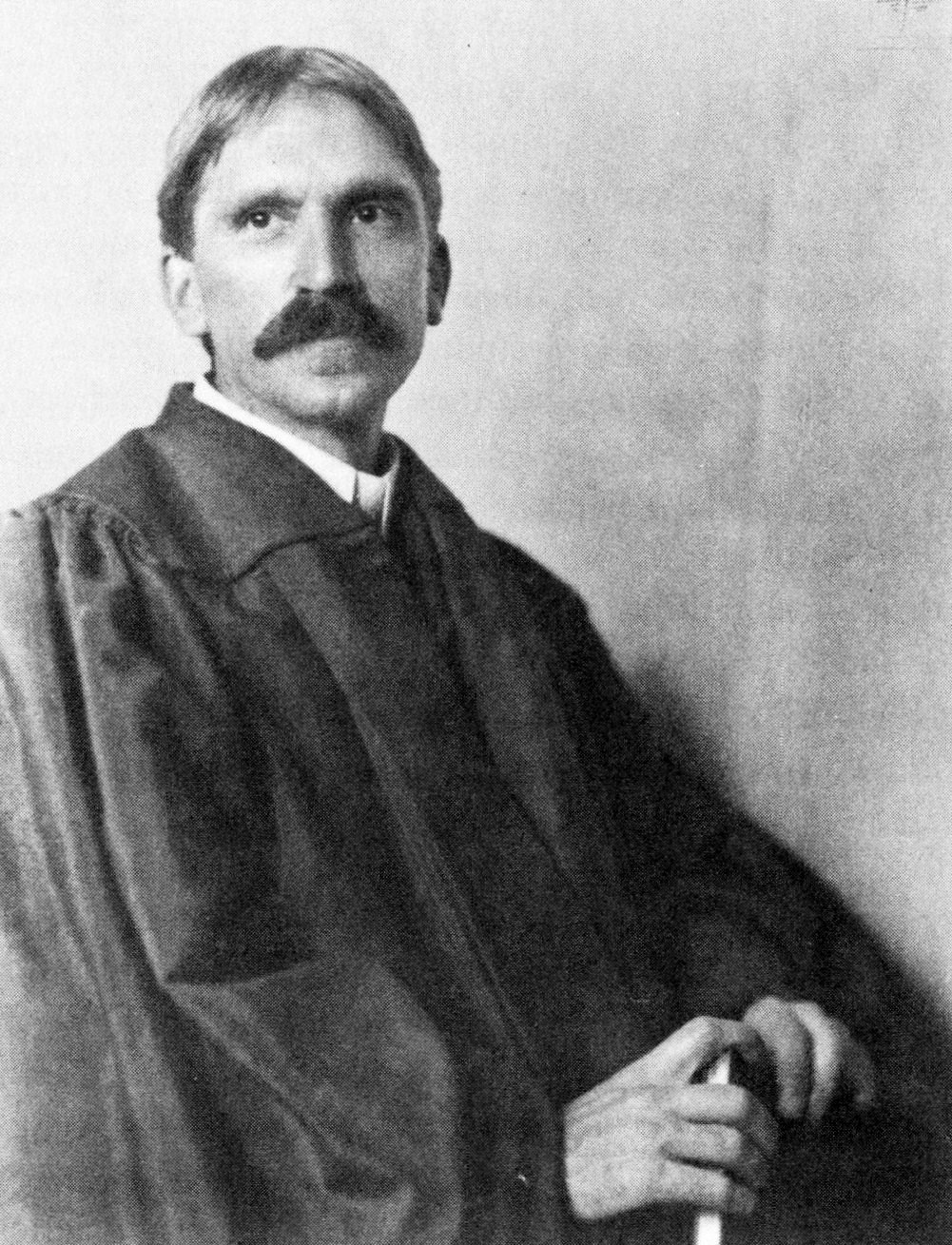
Джонн Дьюї у 1902 році

Джон Дьюї визнаний одним із перших прихильників використання методу проєктів у навчанні або, принаймні, його основних принципів через його ідею «навчання на практиці».  У «Моєму педагогічному кредо» (1897) Дьюї висловив думку, що
Вчитель знаходиться в школі не для того, щоб нав’язувати дитині певні ідеї чи формувати певні звички, а як член спільноти - щоб обирати способи впливу на дитину, і допомогти їй правильно на них реагувати.
З цієї причини він пропагував так звану експресивну або конструктивну діяльність як центр кореляції.  Освітні дослідження розвинули цю ідею викладання та навчання до методології, відомої як «навчання з використанням проєктів». Вільям Хьорд Кілпатрик, спираючись на теорію Дьюї, який був його вчителем,  представив метод проєктів у навчанні як складову проблемного методу навчання Дьюї. 
Деякі вчені (наприклад, Джеймс Г. Ґріно) також пов'язують навчання з використанням проєктів з підходами Жана Піаже до «навчання в ситуації»  та конструктивістськими теоріями. Піаже відстоював ідею навчання, яке не зосереджується на запам'ятовуванні. У рамках його теорії використання проєктів у навчанні вважається методом, який залучає учнів до дослідництва та винахідництва і розгляду навчання як процесу з майбутнім, а не отримання знань як сукупності фактів. 
Подальший розвиток методу проєктів в освіті як педагогічної технології  пізніше спирався на теорії навчання, засновані на досвіді та сприйнятті, запропоновані такими педагогами, як Ян Коменський, Йоганн Генріх Песталоцці та Марія Монтессорі.

## Концепція
Томас Маркхем (2011) так описує використання проєктів у навчанні так:
«Навчання з використанням проєктів поєднує знання та дію. Учні отримують знання та опановують елементи основної навчальної програми, але також застосовують те, що вони знають, для вирішення справжніх проблем і отримання важливих результатів. Вони використовують переваги цифрових інструментів для створення високоякісних продуктів для спільної роботи. Використання методу проєктів для навчання переорієнтовує освіту на учня, а не на навчальну програму — зміна, передбачена глобальним світом, який винагороджує нематеріальні активи, такі як прагнення, пристрасть, креативність, емпатія та стійкість. не можна навчати за підручником, але потрібно активізувати через досвід». 
Філліс С. Блюменфельд  з Університету Мічиган пише:
«Метод проєктів у навчанні — це комплексна освітня перспектива, зосереджена на навчанні шляхом залучення учнів/студентів до дослідження. У рамках цієї структури вони шукають рішення нетривіальних проблем, ставлячи та уточнюючи запитання, обговорюючи ідеї, роблячи прогнози, розробляючи плани та /або експерименти, збір і аналіз даних, висновки, передачу своїх ідей і знахідок іншим, ставлення нових запитань і створення артефактів»
Основа проєктного навчання полягає як у достовірності, так і у практичній значущості отриманих результатів та можливостей їх застосування у реальному житті. Учням, які працюють у команді, дають «рушійне запитання», на яке вони повинні відповісти,  потім пропонують створити продукт, щоб представити свої знання. Продуктами проєктної діяльності учнів можуть бути письмові записи, виготовлені твори мистецтва, малюнки, тривимірні зображення, відео, фотографії або комп'ютерні презентації.
Прихильники навчання з використанням проєктів вказують на численні переваги реалізації його стратегій, які включають:
- більшу глибину розуміння концепцій;
- ширшу базу знань;
- покращене спілкування та міжособистісні/соціальні навички;
- покращені лідерські навички;
- підвищена креативність;
- вдосконалені навички опису власної роботи.

Інше визначення методу проєктів у навчанні включає спосіб навчання, коли учні працюють разом над вирішенням реальних проблем своєї школи чи місцевої громади. Успішне розв’язання таких проблем часто вимагає від учнів використовувати знання з кількох навчальних дисциплін і застосувати їх на практиці. Можливість побачити реальний вплив виконаної роботи стає важливим мотивуючим фактором до навчання. 

## Структура навчальної діяльності
Навчання з використанням проєктів засноване на довгостроковій, міждисциплінарній та орієнтованій на потреби учня навчальній діяльності. На відміну від традиційної діяльності в класі під керівництвом вчителя, учні часто мають самостійно організовувати свою роботу та керувати своїм часом під час виконання проєкту. Навчання, засноване на проєкті, відрізняється від традиційної перевірки знань шляхом опитування, акцентуючись на оцінювані спільної або індивідуальної діяльності через представлення отриманих результатів.
Проєктне навчання також дає учням/студентам можливість досліджувати проблеми та виклики, які мають реальне застосування, збільшуючи можливість довготривалого збереження навичок та концепцій.

## Складові елементи
Основна ідея навчання з використанням проєктів полягає в тому, що вирішення реальних проблем зацікавлює учнів і спонукає до серйозних роздумів та діяльності, коли учні отримують і застосовують нові знання в контексті вирішення проблем. Учитель відіграє роль фасилітатора, працюючи з учнями, щоб сформулювати важливі питання, структурувати значущі завдання, допомогти розвитку як знань, так і соціальних навичок, а також ретельно оцінити те, чого учні навчилися під час виконання проєкту. Типові проєкти представляють проблему, яку потрібно вирішити (Який найкращий спосіб зменшити забруднення у місцевому ставку?) або явище, яке потрібно дослідити (Що викликає дощ?). Метод проєктів замінює інші традиційні моделі навчання, такі як лекції, письмові завдання на основі підручників, робочих зошитів і опитування при формуванні та розвитку ключових компетентностей учнів. Це основа, яка дозволяє вчителям сприяти розвитку й оцінювати глибше розуміння проблем учнями, а не просто надавати їм інформацію у вигляді переліку фактів. Учні стають активними цифровими дослідниками та оцінювачами результатів власного навчання, у них розвивається вміння розв’язувати проблеми та творчо створювати продукти для передачі глибшого розуміння ключових концепцій і опанування основними навчальними навичками ХХІ століття, такими як критичне мислення. Навчання на основі проєктів – це не просто «діяльність» (проєкт), яка записана у навчальному плані в кінці розділу чи курсу, адже це спосіб організації навчальної діяльності учнів протягом певного періоду. 
Комплексне проектне навчання:
- організовано навколо поставленого запитання або виклику щодо розв'язання проблеми;
- створює потребу знати основний зміст навчального предмету та відповідні навички;
- вимагає потребу у запитах, щоб дізнатися та/або створити щось нове;
- вимагає критичного мислення, вирішення проблем, співпраці та різних форм спілкування, відомих як навички ХХІ століття ;
- дозволяє певною мірою враховувати думку учня та його вибір;
- містить відгуки щодо діяльності учнів та перегляд результатів роботи;
- призводить до публічно представлення продукту або діяльності[14].

Незважаючи на те, що навчальні проєкти є основним засобом для навчання в проєктно-орієнтованому навчанні, немає загальноприйнятих критеріїв для того, що вважається прийнятним проєктом. Проєкти значно відрізняються за глибиною досліджуваних питань, чіткістю навчальних цілей, змістом і структурою діяльності, а також керівництвом учителя. Проєкти можуть реалізувати окремий навчальний курс або просто складатися з кількох практичних занять. Вони можуть бути багатодисциплінарними (частіше в початкових школах) або однопредметними. У деяких проєктах може брати участь увесь клас, а інші виконуються малими групами або індивідуально.
Террі Хайк у своєму блозі TeachThought , пише, що існує три типи проєктного навчання.  Перший – це навчання, засноване на викликах/навчання, засноване на проблемі, другий – освіта, орієнтована на місце, і третій – навчання, засноване на діяльності. Навчання, засноване на викликах, — це «захоплюючий міждисциплінарний підхід до викладання та навчання, який заохочує студентів використовувати технології, які вони використовують у повсякденному житті, для вирішення проблем реального світу, докладаючи зусиль у своїх домівках, школах і громадах». Місцева освіта «занурює учнів у місцеву спадщину, культуру, ландшафти, можливості та досвід; використовує їх як основу для вивчення мови, математики, суспільних наук, природничих наук та інших предметів у рамках навчальної програми, а також наголошує на навчанні через участь у проєктах для місцевої школи та/або громади». Навчання, засноване на діяльності, має свого роду конструктивістський підхід, ідея полягає в тому, щоб учні створювали власні знання  та власне "я" за допомогою практичних занять, часто з маніпуляціями з предметами та даними і можливістю експериментувати.

## Ролі учасників проєкту
Роль інструктора в проєктному навчанні полягає в ролі фасилітатора. Вчителі не відмовляються від контролю над навчанням у класі чи над діяльністю учнів, а розвивають атмосферу спільної відповідальності. Вчитель повинен структурувати запропоноване питання/тему так, щоб спрямувати навчання учнів на матеріали, що базуються на змісті навчальної програми. Попереднє планування має вирішальне значення, оскільки вчитель повинен заздалегідь спланувати структурні елементи та логістику проєкту, щоб зменшити плутанину серед учнів.  Вчитель повинен контролювати успішність учнів за допомогою періодичних, перехідних цілей, щоб гарантувати, що учнівські проєкти залишаються відповідними навчальні програмі, а учні мають достатньо глибоке розуміння концепцій, що вивчаються. Учні несуть відповідальність за досягнення цих цілей шляхом постійного зворотного зв’язку між ними та вчителем і оцінювання їх навчальної діяльності. Постійне оцінювання та зворотній зв’язок мають важливе значення для того, щоб учень залишався в межах основного питання та основних стандартів, які намагається розкрити проєкт. За словами Ендрю Міллера з Інституту освіти Бака, «щоб бути прозорими для батьків і учнів, ви повинні мати можливість відстежувати та контролювати поточне формувальне оцінювання, яке показує роботу над цим стандартом».  Вчитель використовує ці оцінки, щоб керувати процесом навчання та переконатися, що учні засвоїли необхідний за навчальною програмою зміст. Після завершення проєкту вчитель-інструктор оцінює готовий продукт і знання учнів, які він демонструє.
Роль учня полягає в тому, щоб задавати запитання, покращувати знання та визначати реальне вирішення проблеми/запитання. Учні повинні співпрацювати, розширюючи свої навички активного слухання та вимагаючи від них участі в інтелектуальному, цілеспрямованому спілкуванні, що дозволяє їм раціонально думати про те, як вирішувати проблеми. Проєктне навчання змушує здобувачів знань взяти на себе відповідальність за свій успіх.

## Вимоги до організації проєкту
1.Наявність значущої в дослідницькому плані проблеми, що потребує інтегрованих знань, дослідницького пошуку.
2.Практична, теоретична, пізнавальна значущість передбачуваних результатів.
3.Самостійна діяльність учнів. Вона може бути груповою, парною чи індивідуальною.
4.Визначення кінцевих цілей спільних чи індивідуальних проєктів.
5.Визначення базових знань із різних галузей, необхідних для роботи над проєктом.
6.Структурування змістовної частини проєкту із зазначенням поетапних результатів).
7.Використання дослідницьких методів.
8.Результати виконаних проєктів повинні бути матеріальними, тобто оформленими у визначений спосіб (презентація, щоденник мандрівника

## Критика
Hye-Jung & Cheolil (2012) описують «соціальну бездіяльність»  як негативний аспект навчання у співпраці. Соціальна бездіяльність може включати недостатню продуктивність деяких членів команди, а також зниження очікуваних стандартів продуктивності групи в цілому для підтримки конгеніальності серед її членів. Ці автори стверджують, що оскільки вчителі, як правило, оцінюють лише готовий продукт, соціальна динаміка завдання може залишитися поза увагою вчителя. 
Також проблемою є те, що метод проєктів може бути недоречним у вивченні математики, оскільки вона ґрунтується на використанні базових алгебраїчних навичок, тому впровадження масштабного проєкту або серії проектів може не дозволити відпрацьовувати певні математичні навички. Наприклад, розкладання квадратичних виразів у елементарній алгебрі потребує значного повторення.
Противники проєктного навчання застерігають від негативних результатів насамперед у проєктах, які стають нецілеспрямованими та дотичними, стверджуючи, що недостатньо розроблені уроки можуть призвести до втрати дорогоцінного часу на уроці. Жоден метод навчання не виявився ефективнішим за інший.  Якщо проєкт не буде відповідати завданням і змісту освіти, учень не зможе успішно засвоїти матеріал, тобто таке навчання  буде неефективним, адже саме від пізнавальної діяльності учнів залежить успішне навчання. Джерелом труднощів для вчителів є те, що виконання проєктів у потрібному плані, вимагає відповідної майстерності вчителя у реалізації цілей навчання, водночас приділяючи увагу індивідуальним навчальним потребам учнів, та уміння керувати діяльністю учнів по реалізації проєкту.  Як і будь-який інший підхід, проєктне навчання приносить користь лише тоді, коли його успішно застосовують.
Подібним педагогічним підходом є проблемне навчання, однак проблемний підхід більше структурує діяльність учнів, пропонуючи їм розв’язати конкретні проблеми, а не покладатися на те, що учні самі придумають свої проблеми під час виконання проєкту. 
Інша критика проєктного навчання полягає в тому, що показники, які зазначаються як причини його успіху, часто не піддаються вимірюванню за допомогою стандартних інструментів вимірювання та покладаються на суб’єктивні рубрики для оцінки результатів.
Також існує певна тенденція до того, щоб створення кінцевого продукту проєкту ставало рушійною силою в діяльності. Коли це станеться, проект може втратити свою змістову спрямованість і бути неефективним у допомозі учням засвоїти певні концепції та навички. Наприклад, у навчальних проєктах, підсумком яких є демонстрація або презентація результатів, учні можуть приділяти більше уваги приділяти оформленню експозиції або презентації, ніж навчальному змісту, який проєкт мав на меті допомогти засвоїти учням.

## Висновок
Підсумовуючи, можна сказати, що навчання з використанням проєктів пропонує динамічний, орієнтований на здобувача знань, освітній процес, сприяючи розвитку ключових компетентностей. Однак його успішне впровадження вимагає ретельного планування навчальної діяльності. Це сприяє покращенню взаємодії між учнями та вирішенню проблем, але вимагає пильної уваги до змісту. Постійний контроль та фасилітація забезпечує значущі результати. 